# Pinya de Sant Joan

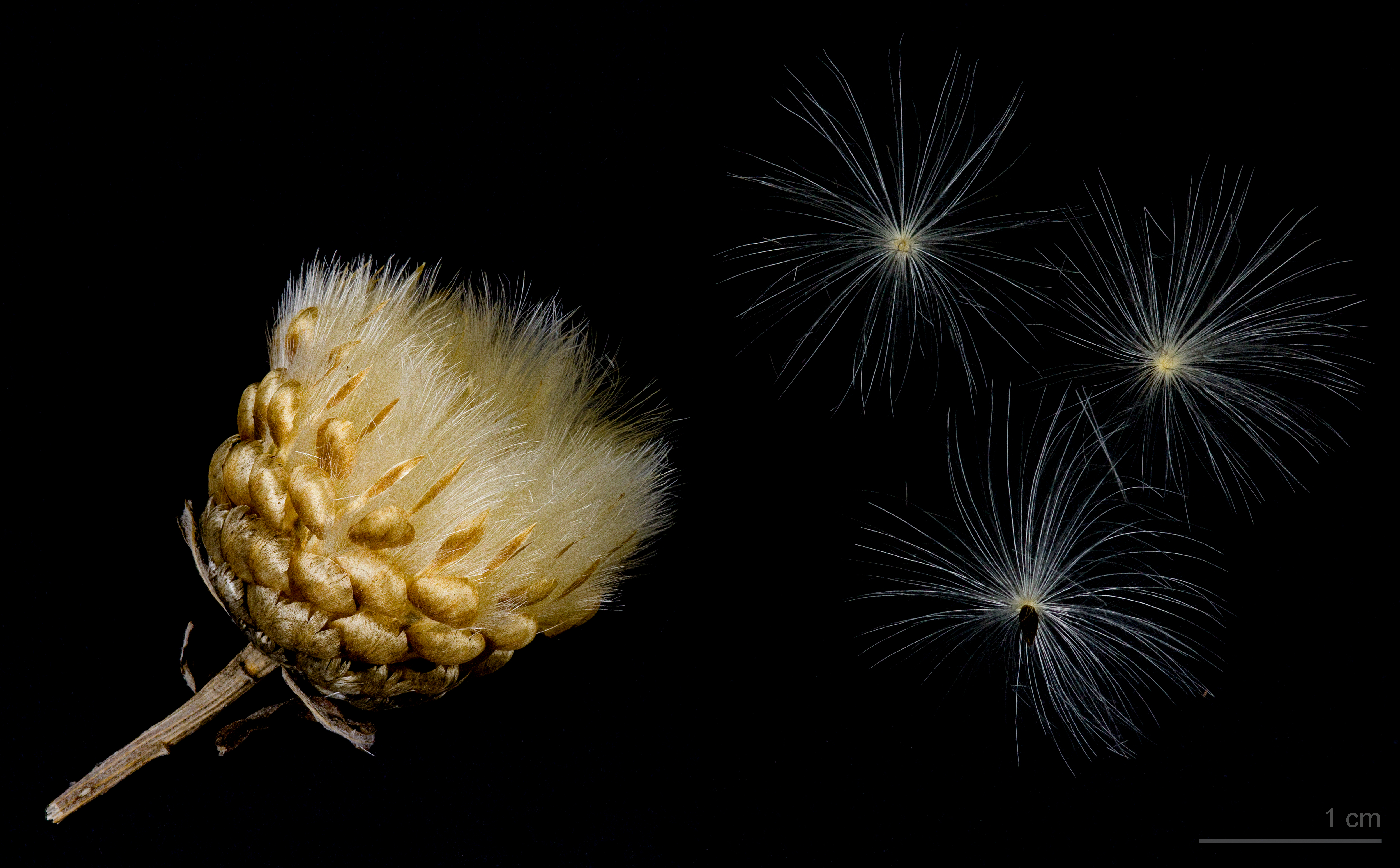
Rhaponticum coniferum

La pinya de Sant Joan, carxofeta, pa de conill o culleres de pastor (Rhaponticum coniferum) és una planta de la família asteraceae, característica de les pinedes. Planta vivaç hemicriptòfita que primer forma una roseta de fulles sedoses i a la primavera forma un capítol característic en forma de pinya de conífera (d'aquí deriva el nom de l'espècie). La fructificació és en forma de vil·là de pèls blancs i llavor negra.